# Bataille des sables de Qalaqaldjit
La bataille des sables de Qalaqaldjit, Khalakhaljid ou de Kalakalzhit-elet oppose en 1203 les Mongols de Tèmudjin (le futur Gengis Khan) aux Kéraït de Toghril. Les seconds sont victorieux et contraignent Tèmudjin à la fuite.

## Contexte
Après avoir écrasé les Tatars et assis sa domination sur la Mongolie orientale, Tèmudjin, le khan des Mongols, s'adresse à son allié de longue date Toghril, le vieux khan des Kéraït, pour solliciter une alliance matrimoniale entre leurs deux familles. Son fils aîné Djötchi prendrait pour épouse Tcha'our-bèki, une fille de Toghril, tandis que Tèmudjin offrirait la main d'une de ses filles, Qodjin-bèki (ru), à Tousaqa, fils de Senggum (ru) et petit-fils de Toghril. Une telle union lui permettrait de supplanter le gurkhan (en) Djamouqa, son rival pour le khanat mongol, et potentiellement de prétendre à l'héritage de Toghril. Influencé par son fils Senggum, celui-ci refuse la proposition de Tèmudjin et leurs relations s'en ressentent.
Senggum bénéficie du soutien de la vieille aristocratie mongole, représentée par Djamouqa. Plusieurs membres de la famille proche de Tèmudjin, comme son cousin Qoutchar et son oncle Altan (ru), sont prêts à le trahir au profit du Senggum. Celui-ci force son père à renier les serments qui le lient à Tèmudjin et commence à élaborer un piège pour s'emparer de son rival,. Il lui envoie un message pour lui faire croire qu'il a changé d'avis au sujet des mariages entre leurs deux familles et invite Tèmudjin à une grande fête de fiançailles. Celui-ci ne se méfie pas et accepte l'invitation avec une suite réduite à dix (d'après l'Histoire secrète des Mongols) ou deux (d'après Rachid al-Din) compagnons. Après une discussion avec Munglik, un vieux compagnon d'armes de son père Yesügei, il comprend qu'il se jette dans la gueule du loup et fait demi-tour,.

## Déroulement
Après l'échec de son projet d'embuscade, Senggum décide d'attaquer de front Tèmudjin avant qu'il puisse se défendre, mais ce dernier apprend les plans de son ennemi grâce à la défection de deux pâtres nommés Badaï et Kichliq. Il rassemble ses hommes et s'enfuit vers l'est et la Mandchourie. Arrivés près de la Khalkha, en un endroit appelé Qalaqaldjit-èlèt, « les Sables de Qalaqaldjit », les Mongols sont rattrapés par leurs ennemis et forcés de livrer bataille,.
Malgré la bravoure de plusieurs de ses commandants, notamment Qouyildar et Djurtchèdei, Tèmudjin a le dessous et doit prendre la fuite. Les armées kéraïtes ne lui donnent pas la chasse, probablement en raison de la grave blessure subie par Senggum, touché par une flèche à la joue,.

## Conséquences
Après sa défaite, Tèmudjin se réfugie sur les berges du Baldjouna, un lac situé dans le sud-est de la Mongolie. Ses partisans l'y rejoignent progressivement, notamment son frère Qasar, ainsi qu'un certain Boroqoul qui emmène avec lui Ögedeï, le troisième fils de Tèmudjin, grièvement blessé lors de la bataille et porté disparu depuis,. Le khan y prête avec ses fidèles un serment solennel, l'alliance de Baldjouna, qui constitue l'un des événements fondateurs de l'empire mongol.